# 暗黒星 天の怒りか地の悲しみか、21年ぶりの日食の日に起きた連続殺人
『暗黒星 天の怒りか地の悲しみか、21年ぶりの日食の日に起きた連続殺人』（あんこくせい てんのいかりかちのかなしみか、21ねんぶりのにっしょくのひにおきたれんぞくさつじん）は、1996年1月19日にフジテレビ系の『金曜エンタテイメント』で放送されたテレビドラマ。

## 解説
陣内孝則主演『名探偵 明智小五郎』シリーズの第3作目。

## キャスト
- 明智小五郎：陣内孝則
- 小林少年：黒田勇樹
- 怪人二十面相：高杉亘
- 浪越警部：伊武雅刀
- 明智文代：森口瑤子
- 伊志田鉄造：清水綋治
- 伊志田直子：稲森いずみ
- 伊志田鞠子：中森友香
- 伊志田綾子：筒井真理子
- 瀬下良一：藤井びん
- 鴨川刑事：大高洋夫
- 園田刑事：深谷隆
- 伊志田君子：花山佳子
- 山下容莉枝、立原友香、妹尾洸、高野みゆき

他

## スタッフ
- 原作：江戸川乱歩
- 演出：星護
- 脚本：佐伯俊道
- 音楽：本間勇輔

オーケストレーション：丸山和範
- 殺陣：久世七曜会
- プロデューサー：高橋萬彦、鈴木伸太郎
- 企画：遠藤龍之介
- 製作：フジテレビ、共同テレビジョン